# Gli spericolati
Gli spericolati è un film del 1969 diretto da Michael Ritchie, primo film hollywoodiano dedicato al mondo dello sci alpino.

## Trama
Un ragazzo di Idaho Springs, nel Colorado, vuole diventare il migliore sciatore degli Stati Uniti e riesce ad ottenere la qualificazione alle Olimpiadi di Grenoble.